# Final de la Copa d'Europa de futbol de 1967
La final de la Copa d'Europa de 1967 va ser un partit de futbol entre l'Inter de Milà italià i el Celtic FC escocès per determinar el campió de la Copa d'Europa de 1966-67. Va tenir lloc el 25 de maig de 1967 a l'Estádio Nacional de Lisboa, Portugal, davant d'una multitud de 45.000 persones.
El partit va ser la primera final europea del Celtic i la tercera de l'Inter; el club italià havia guanyat el torneig en dos dels tres anys anteriors. Va ser la primera final des de l'inici de la competició, la temporada 1955-56, que no va comptar amb un equip de la península Ibèrica i la primera que no va ser guanyada per un equip del sud d'Europa.
Els dos equips van haver de superar quatre rondes de partits per arribar a la final. El Celtic va guanyar els seus dos primers partits amb facilitat, i les dues segones rondes van ser més ajustades. El primer empat de l'Inter va ser molt ajustat, però van guanyar els dos següents per marges més grans. A la semifinal, l'Inter necessitava una repetició per guanyar l'eliminatòria.
A la final, l'Inter va marcar als set minuts, quan Sandro Mazzola va transformar un penal. El Celtic va empatar quan Tommy Gemmell va marcar al minut 63. Stevie Chalmers va posar el Celtic per davant als 84 minuts. El partit va acabar 2-1 a favor del Celtic. Es va dir que va ser una victòria per al futbol perquè el futbol ofensiu del Celtic va superar l'estil defensiu catenaccio de l'Inter, que es considerava una manera menys atractiva de jugar. L'entrenador del Celtic, Jock Stein, i el seu equip van rebre elogis després del partit i se'ls va donar el sobrenom de "Lleons de Lisboa"; es considera que és el millor equip de la història del club. La victòria va convertir el Celtic en el primer equip britànic i el primer equip del nord d'Europa a guanyar la Copa d'Europa.

## Ruta cap a la final

### Celtic
| Ronda           | Oponents    | Anada   | Tornada | Puntuació agregada |
| --------------- | ----------- | ------- | ------- | ------------------ |
| Primera ronda   | Zuric       | 2–0 (h) | 3–0 (a) | 5–0                |
| Segona ronda    | Nantes      | 3–1 (a) | 3–1 (h) | 6–2                |
| Quarts de final | Voivodina   | 0–1 (a) | 2–0 (h) | 2–1                |
| Semifinals      | Dukla Praga | 3–1 (h) | 0–0 (a) | 3–1                |

El Celtic es va classificar per a la Copa d'Europa després de guanyar la primera divisió escocesa de la temporada 1965–66, el seu 21è títol, per dos punts sobre el seu rival de l'Old Firm, el Rangers. El Celtic va entrar a la primera ronda on es va enfrontar al Zuric suís. El Celtic va guanyar 2-0 a casa, amb gols de Tommy Gemmell i Joe McBride. Després van guanyar el partit fora de casa per 3-0 amb un gol de Stevie Chalmers i dos gols de Gemmell. El Celtic es va enfrontar al Nantes francès a la segona ronda, i va guanyar el partit fora de casa per 3-1. El Nantes s'havia avançat al marcador a través de Francis Magny, abans que McBride empatés el partit a 1-1. A la segona part, Bobby Lennox i Bertie Auld van marcar per segellar la victòria. El Celtic va guanyar el partit a casa pel mateix marcador. Jimmy Johnstone els va posar per davant, abans que Gérard Georgin empatés. El Celtic va tornar a marcar dos gols a la segona part, amb Chalmers i Lennox assegurant la victòria.
El Celtic es va enfrontar a l'equip iugoslau (ara serbi) Vojvodina Novi Sad als quarts de final, i va perdre el partit d'anada per 1-0 després d'un gol de Milan Stanić; aquesta va ser l'única derrota del Celtic a la competició. L'eliminatòria semblava que acabaria en empat després que Chalmers hagués donat al Celtic un avantatge d'1-0 a la segona volta. Això hauria fet que els equips haguessin d'anar a Rotterdam per a una repetició. No obstant això, al minut 90, el capità Billy McNeill va marcar per donar la victòria al Celtic. A les semifinals, l'equip txecoslovac Dukla Praga va ser derrotat per 3-1 a Glasgow, Johnstone va posar els locals per davant, abans que Stanislav Štrunc empatés. Un doblet de Willie Wallace a la segona part va donar la victòria al Celtic. Els equips van empatar 0-0 a Praga, cosa que va significar que el Celtic va passar a la final.

### Internazionale
| Ronda           | Oponents       | Anada   | Tornada | Puntuació agregada |
| --------------- | -------------- | ------- | ------- | ------------------ |
| Primera ronda   | Torpedo Moscou | 1–0 (h) | 0–0 (a) | 1–0                |
| Segona ronda    | Vasas SC       | 2–1 (h) | 2–0 (a) | 4–1                |
| Quarts de final | Reial Madrid   | 1–0 (h) | 2–0 (a) | 3–0                |
| Semifinals      | PFK CSKA Sofia | 1–1 (a) | 1–1 (h) | 2–2                |
| Eliminatòria    | PFK CSKA Sofia | 1–0 (n) | 1–0 (n) | 1–0 (n)            |

L'Inter de Milà s'havia classificat per a la competició com a campió de la Sèrie A de 1965–66, el seu desè títol, acabant quatre punts per davant del segon classificat, el Bologna. Com a resultat d'això, es van classificar per a la Copa d'Europa i els seus rivals a la primera ronda van ser el Torpedo de Moscou soviètic. L'Inter va guanyar l'anada per 1-0, gràcies a un gol en pròpia porta de Valery Voronin, abans d'empatar 0-0 a Rússia. Els seus rivals a la segona ronda van ser el Vasas d'Hongria, l'Inter va guanyar per 2-1 a casa, amb gols de Carlo Soldo i Mario Corso, mentre que Lajos Puskás va marcar pels visitants. Dos gols d'Sandro Mazzola van donar la victòria a l'Inter a la segona volta.
L'Inter va derrotar el sis vegades campió i vigent campió, el Reial Madrid, als quarts de final. L'Inter va guanyar 1-0 a casa, amb un gol de Renato Cappellini. Abans de derrotar el Madrid per 2-0 a Espanya, gràcies a un altre gol de Cappellini i un gol en pròpia porta d'Ignacio Zoco. A les semifinals. L'Inter s'enfrontava al CSKA Red Flag búlgar (ara CSKA Sofia). Giacinto Facchetti va marcar per l'Inter, que va empatar 1–1 a casa, i Nikola Tsanev va marcar pels visitants. Facchetti va tornar a marcar a Bulgària, però el seu gol va ser anul·lat per Nikolay Radlev, cosa que va significar que calia un play-off per resoldre l'eliminatòria. El play-off s'havia de celebrar a Graz, Àustria, però el CSKA va ser convençut perquè es traslladés a Bolonya, Itàlia, després que se li oferís una part més gran dels diners de les entrades. L'Inter va guanyar el partit per 1-0, gràcies a un gol de Cappellini, que li va assegurar la plaça a la final.

## Partit

### Rerefons

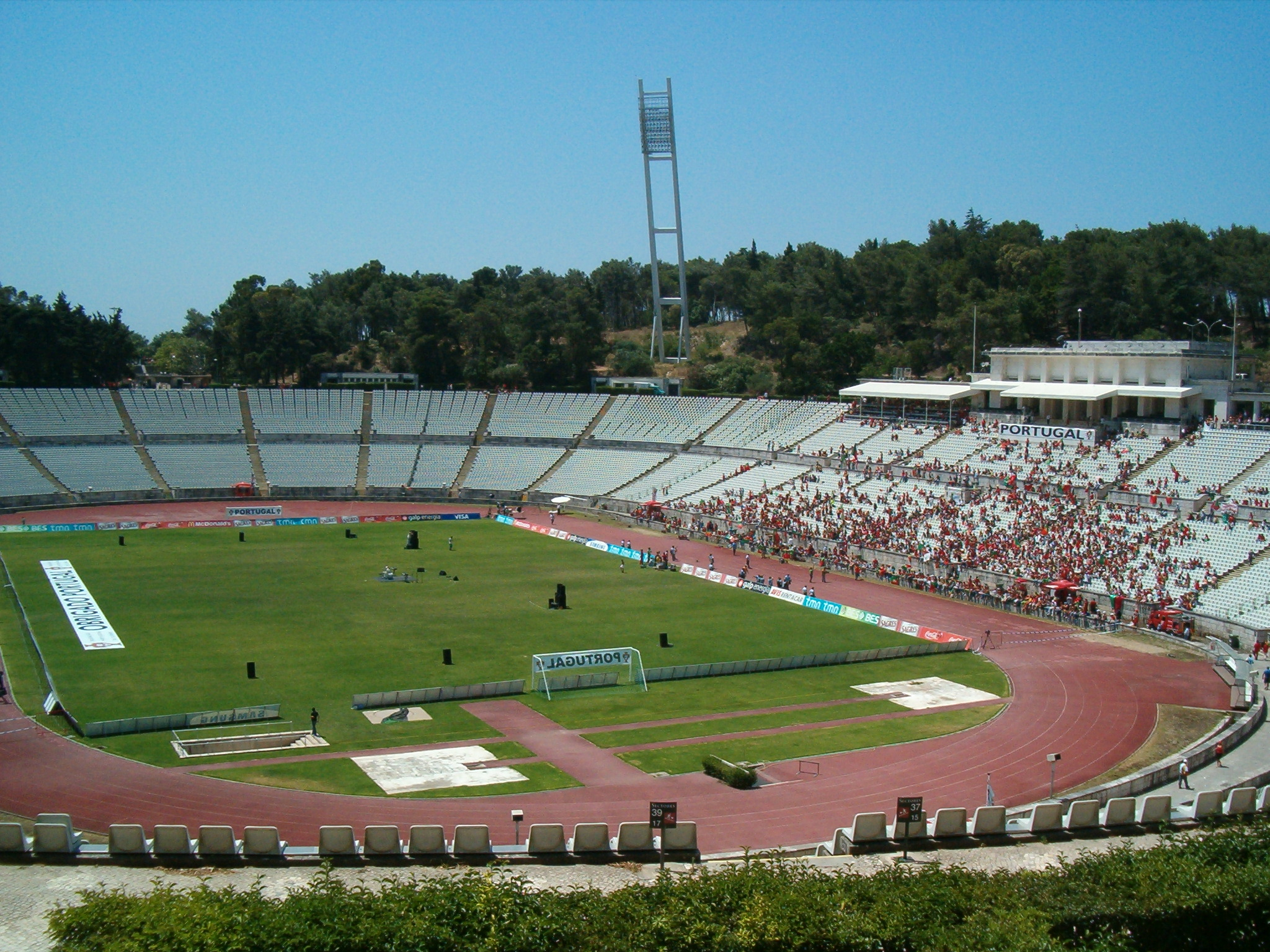
La final es va celebrar a l'Estàdio Nacional de Lisboa

L'Inter havia guanyat la Copa d'Europa en dues de les tres temporades anteriors, el 1964 i el 1965. Les converses prèvies al partit es van centrar en la victòria de l'Inter en la famosa tripleta de Copes d'Europa i eren considerats els grans favorits abans del partit.
L'Inter era molt conegut per utilitzar una tàctica defensiva, el Catenaccio, que significava que guanyaven molts partits amb marcadors ajustats i rarament encaixaven gols. El seu mànager, Helenio Herrera, era el més ben pagat d'Europa i va ser considerat el catalitzador del seu èxit. En canvi, el Celtic era un equip ofensiu. Abans del partit, el seu entrenador, Jock Stein, va dir que "el Celtic serà el primer equip a portar la Copa d'Europa de tornada a Gran Bretanya... atacarem com mai abans ho hem fet"
Un dels jugadors més importants del Celtic, el davanter Joe McBride, no va poder jugar el partit. Havia patit una lesió de genoll de llarga durada i el seu últim partit de la temporada va ser el 24 de desembre de 1966. McBride sens dubte hauria jugat si hagués estat en forma. Va estar en tan bona forma amb el Celtic que, tot i perdre's la meitat de la temporada, McBride va acabar com el màxim golejador d'Escòcia aquell any amb 35 gols en 26 partits.
El jugador més important de l'Inter, l'internacional espanyol i guanyador de la Pilota d'Or Luis Suárez, no va poder jugar el partit per una lesió. Va ser substituït pel veterà Mauro Bicicli, un jugador amb molt poques aparicions a la temporada, i la pèrdua de la seva estrella al mig del camp seria decisiva per configurar el destí de l'Inter en el partit, i a més Jair es va perdre el partit per lesió.
Tant l'Inter com el Celtic havien tingut un bon rendiment a nivell nacional durant tota la temporada. Només uns dies abans de la final, l'Inter havia estat a punt de guanyar un triplet històric, però les derrotes en els seus dos últims partits els van eliminar de les semifinals de la Coppa Itàlia i els van costar l' Scudetto. La Copa d'Europa era l'última oportunitat que tenien per redimir una temporada tan prometedora. El Celtic va arribar a la final havent guanyat ja la primera divisió Escocesa, la Copa Escocesa i la Copa de la Lliga Escocesa, així com la Copa de Glasgow a principis de temporada.
L'Inter va tenir el primer atac del partit, amb Renato Cappellini corrent per la banda i centrant a Sandro Mazzola, la rematada de cap del qual va tocar els genolls del porter del Celtic, Ronnie Simpson. L'Inter va guanyar un penal minuts després quan Jim Craig va fer falta a Cappellini a l'àrea, i Mazzola va transformar per posar l'Inter per davant després de només sis minuts. Un cop s'havien posat per davant en el marcador, l'Inter va tornar a adoptar el seu estil defensiu, cosa que va permetre al Celtic atacar. No obstant això, van tenir dificultats per travessar la muralla defensiva de l'Inter i es van limitar principalment a xuts llunyans des de fora de l'àrea. Bertie Auld va xutar el travesser, després una centrada de Jimmy Johnstone va ser recollida per Giuliano Sarti, que va desviar una rematada de cap del mateix jugador per sobre del travesser. L'Inter va remuntar amb nou homes, però el Celtic va continuar atacant-los. El perillós llançament de falta de Tommy Gemmell va ser aturat per Sarti, que va intentar, especulativament, fer una passada de pala al porter de l'Inter i va colpejar el travesser. Tot i la incapacitat del Celtic per trencar la defensa rival, tenia el control total del partit i l'Inter no va poder atacar. L'Inter no havia tingut més ocasions des del seu gol, mentre que el Celtic es va veure frustrat una vegada i una altra per l'excel·lent porteria de Sarti.
Després de poc més d'una hora, Gemmell finalment va aconseguir empatar per al Celtic quan Craig li va passar des de la banda dreta i va marcar amb un potent xut des de 25 metres. L'equilibri del joc va seguir sent el mateix, amb l'Inter defensant profundament contra un atac sostingut del Celtic. Quan faltaven uns cinc minuts per al final, un xut de llarga distància de Bobby Murdoch va ser desviat per Stevie Chalmers, que va superar Sarti amb la cama equivocada. En lloc d'una intervenció instintiva, Chalmers i els seus companys d'equip van afirmar que havien practicat el mateix moviment moltes vegades durant l'entrenament. Aquest va resultar ser el gol de la victòria.

### Detalls
| Celtic FC                  | 2–1     | Inter de Milà     |
| -------------------------- | ------- | ----------------- |
| Gemmell 63' · Chalmers 84' | Informe | Mazzola 7' (pen.) |

| Celtic | Inter de Milà |

| GK          | 1  | Ronnie Simpson    |
| RB          | 2  | Jim Craig         |
| CB          | 5  | Billy McNeill (c) |
| CB          | 6  | John Clark        |
| LB          | 3  | Tommy Gemmell     |
| CM          | 4  | Bobby Murdoch     |
| CM          | 10 | Bertie Auld       |
| RW          | 7  | Jimmy Johnstone   |
| CF          | 9  | Stevie Chalmers   |
| CF          | 8  | Willie Wallace    |
| LW          | 11 | Bobby Lennox      |
| Suplent:    |    |                   |
| GK          | 12 | John Fallon       |
| Entrenador: |    |                   |
| Jock Stein  |    |                   |

| GK              | 1  | Giuliano Sarti      |
| SW              | 6  | Armando Picchi (c)  |
| RB              | 2  | Tarcisio Burgnich   |
| CB              | 5  | Aristide Guarneri   |
| LB              | 3  | Giacinto Facchetti  |
| CM              | 4  | Gianfranco Bedin    |
| CM              | 8  | Sandro Mazzola      |
| CM              | 10 | Mauro Bicicli       |
| RW              | 7  | Angelo Domenghini   |
| CF              | 9  | Renato Cappellini   |
| LW              | 11 | Mario Corso         |
| Suplent:        |    |                     |
| GK              | 12 | Ferdinando Miniussi |
| Entrenador:     |    |                     |
| Helenio Herrera |    |                     |

| Àrbitres assistents: Rudibert Jacobi (Alemanya Occidental) Rudolf Eisemann (Alemanya Occidental) |

## Postpartit
Després del xiulet final, hi va haver una invasió del camp per part dels aficionats del Celtic, cosa que va impedir que l'equip del Celtic rebés el trofeu al mateix terreny de joc. Alguns dels jugadors del Celtic van veure com els seus seguidors els prenien les samarretes. El capità del Celtic, Billy McNeill, va haver de ser acompanyat per l'exterior de l'estadi sota guàrdies armats per rebre el trofeu en un podi a la tribuna.
La derrota de l'Inter a la final es considera la ruïna de "La Grande Inter", el període d'èxit més gran de la història del club. Havien estat un dels millors equips d'Europa durant els tres anys anteriors, però no van aconseguir recuperar-se de la mala temporada en què van perdre contra el Celtic, així com en les seves dues competicions nacionals. Van acabar la temporada següent sense trofeus de nou i Helenio Herrera, l'entrenador considerat el catalitzador del seu èxit, va deixar el club.
El joc d'atac del Celtic contra el catenaccio de l'Inter va ser anunciat com una victòria per al futbol. L'entrenador de l'Inter, Helenio Herrera, va dir que "no ens podem queixar. El Celtic es mereixia la victòria. Ens va derrotar la força del Celtic. Tot i que vam perdre, el partit va ser una victòria per a l'esport". mentre que un oficial portuguès va dir: "Aquest joc d'atac, aquest és el veritable significat del futbol. Aquest és el veritable joc". El diari portuguès Mundo Desportivo va dir: "Era inevitable. Tard o d'hora, l'Inter d'Herrera, l'Inter del catenaccio, del futbol negatiu, de les victòries marginals, havia de pagar per la seva negativa a jugar un futbol entretingut".
L'entrenador del Celtic, Jock Stein, va rebre molts elogis després de la final. L'entrenador del Liverpool FC, Bill Shankly, li va dir després del partit: "John, ara ets immortal". Des del partit, una tribuna al Celtic Park porta el seu nom i va ser nomenat Comandant de l'Ordre de l'Imperi Britànic. Molts, inclòs Alex Ferguson, consideren Stein el millor entrenador escocès de la història, i la seva victòria a la final n'és una de les principals raons.
L'equip del Celtic d'aquell any també ha rebut molt reconeixement. Han arribat a ser coneguts com els Lisbon Lions i són àmpliament considerats el millor equip de la història del Celtic. Tots els jugadors del Celtic van néixer en un radi de 48 quilòmetres de Glasgow. L'any 2000, el Celtic va posar el nom de Lisbon Lions a una tribuna del Celtic Park. També van guanyar el premi de l'equip de personalitat esportiva de l'any de la BBC el 1967.